# 1111
| [ Edytuj tabelę ]          |                                                                                            |
| Książę Polski              | - 1102 Bolesław Krzywousty 1138                                                            |
| Król Angkoru               | - 1101 Nurpatindrawarman III 1113 - 1107 Dharanindrawarman I 1113                          |
| Król Anglii                | - 1100 Henryk I 1135                                                                       |
| Król Aragonii i Nawarry    | - 1104 Alfons I Waleczny 1134                                                              |
| Hrabia Barcelony           | - 1082 Rajmund Berengar III Wielki 1131                                                    |
| Książę Bawarii             | - 1101 Welf II 1120                                                                        |
| Książę Burgundii           | - 1102 Hugo II 1143                                                                        |
| Cesarz Bizancjum           | - 1081 Aleksy I Komnen 1118                                                                |
| Cesarz Chin                | - 1100 Song Huizong 1125                                                                   |
| Książę Czech               | - 1109 Władysław I 1117                                                                    |
| Król Danii                 | - 1104 Niels Stary 1134                                                                    |
| Władca Egiptu              | - 1101 Al-Amir 1130                                                                        |
| Król Francji               | - 1108 Ludwik VI Gruby 1137                                                                |
| Król Gruzji                | - 1089 Dawid IV Budowniczy 1125                                                            |
| Hrabia Holandii            | - 1091 Floris II Gruby 1121                                                                |
| Cesarz Japonii             | - 1107 Toba 1123                                                                           |
| Kalif                      | - 1094 Al-Mustazhir 1118                                                                   |
| Król Kastylii              | - 1109 Urraka Kastylijska 1126                                                             |
| Wielki książę Kijowa       | - 1093 Światopełk II Michał 1113                                                           |
| Patriarcha Konstantynopola | - 1084 Mikołaj III Gramatyk 1111 - 1111 Jan IX Agapet 1134                                 |
| Władca Korei               | - 1105 Yejong 1122                                                                         |
| Państwo Almorawidów        | - 1106 Ali ibn Jusuf 1143                                                                  |
| Król Norwegii              | - 1103 Olaf Magnusson 1115 - 1103 Eystein I Magnusson 1123 - 1103 Sigurd I Krzyżowiec 1130 |
| Książę Obodrzyców          | - 1093 Henryk Gotszalkowic 1127                                                            |
| Hrabia Palatynatu          | - 1095 Zygfryd z Ballenstadt 1113                                                          |
| Papież                     | - 1099 Paschalis II 1118 - 1105 antypapież Sylwester IV 1111                               |
| Hrabia Portugalii          | - 1093 Henryk Burgundzki 1112                                                              |
| Sułtan Rumu                | - 1107 Malikszah 1116                                                                      |
| Książę Saksonii            | - 1106 Lotar III 1127                                                                      |
| Sułtan Wielkich Seldżuków  | - 1104 Mohammad Tapar 1118                                                                 |
| Król Szkocji               | - 1107 Aleksander I Szkocki 1124                                                           |
| Król Szwecji               | - 1110 Filip Hallstensson 1118                                                             |
| Doża Wenecji               | - 1102 Ordelafo Faliero 1117                                                               |
| Król Węgier                | - 1095 Koloman Uczony 1116                                                                 |

Rok 1111 / MCXI
stulecia: XI wiek ~
XII wiek ~
XIII wiek

lata: 1101 «
1106 «
1107 «
1108 «
1109 «
1110 «
1111
» 1112
» 1113
» 1114
» 1115
» 1116
» 1121

## Wydarzenia w Polsce
- Wojna w Prusach prowadzona przez Bolesława Krzywoustego ma miejsce na przełomie roku 1110/1111 i w wyniku tej wojny nastąpiło rozmieszczenie jeńców m.in. na Pomorzu. Założenie osady obronnej Gardna Wielka leżącej na skarpie jeziora Gardno z przyprowadzonych tu jeńców.

## Wydarzenia na świecie
- 12 lutego – w Rzymie wzburzony tłum przerwał uroczystości koronacyjne króla Niemiec Henryka V na cesarza rzymskiego, po oznajmieniu przez papieża Paschalisa II, że lenna królewskie mają zostać królowi zwrócone.
- 13 kwietnia – papież Paschalis II koronował króla Niemiec Henryka V na cesarza rzymskiego.
- Almorawidzi pod komendą dowódcy znanego jako Syr ibn Abi Bakr zdobyli Santarém i Sintrę. Wysiłki Berberów zmierzające do odzyskania utraconej ziemi doprowadziły do splądrowania Coimbry[1] W tym samym roku miasto zbuntowało się przeciwko swojemu panu w Portugalii[2]
- Bitwa pod Szajzarem: Mohammad Tapar wyznaczył Mawduda ibn Altunasza, tureckiego gubernatora (atabeg) Mosulu, aby poprowadził wyprawę Seldżuków przeciwko krzyżowcom. Złożone siły zawierające muzułmańskie kontyngenty z Damaszku, Diyarbakır, Ahlat oraz kilka oddziałów perskich, dowodzonych przez emira Hamadanu znanego jako Bursuq ibn Bursuq. Krzyżowcy (16 tys. mężczyzn) dowodzeni przez króla Baldwina I z Boulogne, króla Jerozolimy, zostali odcięci od zapasów i w ciągu dwóch tygodni (z powodu ciągłych potyczek seldżuckich) zmuszeni do wycofania się na Afamiję w północnej Syrii[3]
- Gmina Lodi Vecchio (znana jako Laus Pompeia[4]) była oblegana i niszczona przez wojska mediolańskie w północnych Włoszech
- Zima – Krzyżowcy, dowodzeni przez króla Baldwina I z Boulogne, zdobyli Tyr (miasto), bez wspierającej floty. Podczas oblężenia miasta do obozu krzyżowców przybywa ambasada bizantyjska. Bizantyjczycy próbowali przekonać Baldwina do przyłączenia się do koalicji przeciwko Tankredowi, włosko-normańskiemu księciu Galilei, ale ten odmówił[5]

- Walki w Prusach (na przełomie 1110/1111) prowadzone przez Bolesława Krzywoustego.

## Urodzili się
- Andrzej I Bogolubski (data prawdopodobna), wielki książę włodzimierski (zm. 1174)

## Zmarli
- 7 marca – Boemund I, syn Roberta, książę Antiochii (ur. 1058)
- 2 kwietnia – Eufemia węgierska, królewna węgierska, księżna morawska z dynastii Arpadów (ur. ?)
- 17 kwietnia – Robert z Molesme, opat i reformator zakonny, założyciel zakonu cystersów, święty Kościoła katolickiego (ur. ok. 1027–1029)
- 5 października – Robert II Jerozolimski, hrabia Flandrii, jeden z wodzów I wyprawy krzyżowej (ur. ok. 1065)
- Al-Ghazali, perski filozof muzułmański, mistyk suficki (ur. ok. 1058)
- Dahong Bao’en, chiński mistrz chan szkoły caodong, uczeń mistrza chan Touziego Yiqinga (ur. 1058)
- Paweł, biskup kruszwicki (ur. ?)
- Piotr I, biskup wrocławski (ur. ?)